# Sedmnáct irských mučedníků
Sedmnáct irských mučedníků je skupina irských římskokatolických mučedníků, zabitých mezi lety 1579–1654 během protikatolického pronásledování. Katolická církev je uctívá jako blahoslavené.

## Kontext
Zákony o svrchovanosti, vydané dne 3. listopadu 1534, prohlásily anglikánskou církev za státní a oddělily ji od římskokatolické církve, načež začalo v Anglii krvavé pronásledování katolíků. V roce 1560 královna Alžběta I. (1533–1603) vyhlásila anglikánskou státní církev i v Irsku, kde byli záhy pronásledováni katoličtí biskupové, kněží i aktivní laici. Více než tři století trvající náboženské pronásledování katolické církve v Irsku probíhalo ve vlnách, způsobených přehnanou reakcí státu na určité incidenty, a prokládaných intervaly relativního klidu.

## Seznam mučedníků

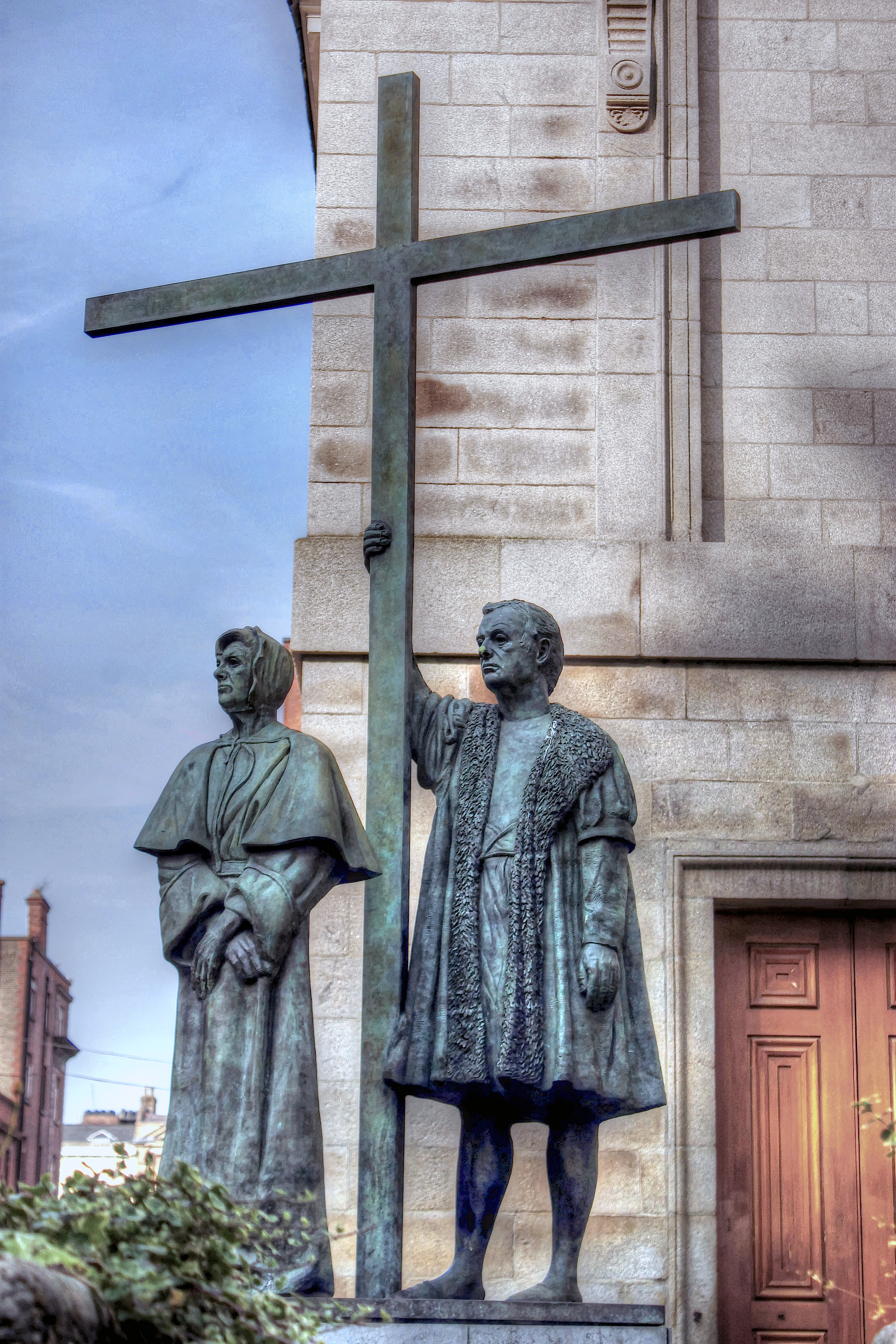
Bl. Margaret Ball spolu se svým vnukem, dublinským starostou bl. Francisem Taylorem u prokatedrály Panny Marie v Dublinu

Zde je uveden seznam irských mučedníků, kteří byli roku 1992 blahořečeni:
- Patrick O'Hely (irsky: Pádraig Ó hÉilí), františkánský biskup z Mayo, popraven v Kilmallocku 13. srpna 1579
- Conn O'Rourke (irsky: Conn Ó Ruairc), františkánský bratr, popraven v Kilmallocku 13. srpna 1579
- Wexfordští mučedníci popravení 5. července 1581: Matthew Lambert, Robert Myler, Edward Cheevers, Patrick Cavanagh (irsky: Pádraigh Caomhánach)[p 1]
- Margaret Ball, vdova po starostovi Dublinu Bartholomewu Ballovi, zemřela roku 1584 jako náboženská vězeňkyně na Dublinském hradě
- Dermot O'Hurley (irsky: Diarmaid Ó hUrthuile), arcibiskup z Cashelu, odsouzen k smrti vojenským soudem a oběšen na Sráid Bhagóid, tehdy za hradbami Dublinu, 20. června 1584
- Muiris Mac Ionrachtaigh, vojenský kaplan hraběte z Desmondu, popraven v Clonmelu během II. Desmondova povstání 30. dubna 1585
- Dominic Collins, jezuitský laický bratr, zajatý tudorovskou armádou po obléhání Dunboye a popraven bez soudu v Youghalu v hrabství Cork 31. října 1602
- Concobhar Ó Duibheannaigh, františkánský biskup z Downu a Connoru, umučen 11. února 1612 za hradbami Dublinu
- Patrick O'Loughran, kněz arcidiecéze Armagh z hrabství Tyrone a bývalý duchovní vůdce Hugha Ó Néilla, zabit 11. února 1612
- Francis Taylor, bývalý starosta Dublinu, zemřel jako náboženský vězeň na Dublinskéhm hradě v roce 1621
- Peter O'Higgins, dominikánský kněz z kláštera v Naasu, oběšen na příkaz sira Charlese Cootea za hradbami Dublinu 24. března 1642
- Terence O'Brien, dominikánský biskup z Emly, zajat po obléhání Limericku, postaven před vojenský soud, odsouzen k smrti a oběšen generálem Nové modelové armády Henrym Iretonem v Limericku 31. října 1651
- John Kearney, františkánský kněz z Cashelu, oběšen 11. března 1653 v Clonmelu, oficiálně za velezradu, ale ve skutečnosti za tajné pokračování ve své kněžské službě
- William Tirry (irsky: Liam Tuiridh), augustiniánský kněz z Červeného opatství v Corku, zajat ve Fethardu v hrabství Tipperary a popraven oběšením 12. května 1654, oficiálně za velezradu proti protektorátní Británii, ale ve skutečnosti za to, že zůstal v Irsku a pokračoval ve své kněžské službě[3][4]

## Úcta
Dne 6. července 1991 podepsal papež sv. Jan Pavel II. dekret o jejich mučednictví. Blahořečeni pak byli tímtéž papežem dne 27. září 1992 na Svatopetrském náměstí.
Jejich památka je připomínána 20. června.